# Jigawa
Jigawa – stan w północnej części Nigerii.
Jigawa sąsiaduje ze stanami Bauchi, Yobe, Katsina i Kano. Jego stolicą jest Dutse. Powstał w 1991 po odłączeniu od stanu Kano.

## Historia
- 1991 - Stan został utworzony we wtorek 27 sierpnia 1991 roku.
- 2006 - Stan liczy 4,3 mln mieszkańców.
- 2012 - Stan liczy szacunkowo prawie 5 mln mieszkańców[1].

## Podział administracyjny
Stan Jigawa posiada 27 lokalnych obszarów administracyjnych:
| - Auyo - Babura - Biriniwa - Birnin Kudu - Buji - Dutse - Gagarawa - Garki - Gumel | - Guri - Gwaram - Gwiwa - Hadejia - Jahun - Kafin Hausa - Kaugama - Kazaure - Kiri Kasama | - Kiyawa - Maigatari - Malam Madori - Miga - Ringim - Roni - Sule Tankarkar - Taura - Yankwashi |